# Junagadh
Junagadh (en guyaratí: જુનાગઢ ) es una ciudad de la India capital del distrito de Junagadh, en el estado de Guyarat. Anteriormente fue la capital del estado principesco de Junagarh.

## Geografía
Se encuentra a una altitud de 95 m s. n. m. a 360 km de la capital estatal, Gandhinagar, en la zona horaria UTC +5:30.

## Demografía
Según estimación 2010 contaba con una población de 204 828 habitantes.